# Blondefontaine
Blondefontaine ist eine Gemeinde im französischen Département Haute-Saône in der Region Bourgogne-Franche-Comté.

## Geographie
Blondefontaine liegt auf einer Höhe von 225 m über dem Meeresspiegel, sechs Kilometer nordnordwestlich von Jussey und etwa 35 Kilometer nordwestlich der Stadt Vesoul (Luftlinie). Das Dorf erstreckt sich im äußersten Nordwesten des Départements, in der Talmulde des Ruisseau de la Jacquenelle nördlich der Mance, am Westfuß des Donnet.
Die Fläche des 13,40 km² großen Gemeindegebiets umfasst einen Abschnitt der gewellten Landschaft westlich des oberen Saônetals. Von Norden nach Süden wird das Gebiet von der Talmulde des Ruisseau de la Jacquenelle durchquert. Bei Blondefontaine tritt der Ruisseau des Vaux in die Mulde ein. Beide Bäche fließen nach Süden durch eine rund ein Kilometer breite Alluvialniederung und münden in die Mance, welche für eine kurze Strecke die südliche Grenze markiert. Die Talaue liegt durchschnittlich auf 220 m und wird überwiegend landwirtschaftlich genutzt.
Flankiert werden die Talmulden im Westen von der Höhe Côte Rouge (264 m), im Norden vom Bois de la Voie du Haut (bis 310 m) und im Nordosten vom Bois des Cornées. Östlich des Dorfes steigt der Hang relativ steil an zum bewaldeten Höhenrücken des Donnet, auf dem mit 373 m die höchste Erhebung von Blondefontaine erreicht wird. In geologisch-tektonischer Hinsicht besteht das Gelände aus einer Wechsellagerung von sandig-mergeligen und kalkigen Sedimenten, die zur Hauptsache während der Lias (Unterjura) abgelagert wurden. An verschiedenen Orten tritt Muschelkalk aus der Trias zutage. 
Nachbargemeinden von Blondefontaine sind Enfonvelle im Norden, Villars-le-Pautel im Osten, Raincourt und Cemboing im Süden sowie Barges und Melay im Westen.

## Geschichte
Das Gemeindegebiet von Blondefontaine war bereits in prähistorischer Zeit besiedelt. Es wurden Überreste eines Siedlungsplatzes aus gallorömischer Zeit sowie verschiedene Gräberfelder entdeckt. Blondefontaine gehörte bis im Jahr 1790 zur Champagne, doch hatte früher auch die Freigrafschaft Burgund Grundbesitz auf dem Gebiet. Lange Zeit bildete Blondefontaine den Mittelpunkt einer eigenen kleinen Herrschaft. Heute ist Blondefontaine Mitglied des 17 Ortschaften umfassenden Gemeindeverbandes Communauté de communes du Pays Jusséen.

## Sehenswürdigkeiten

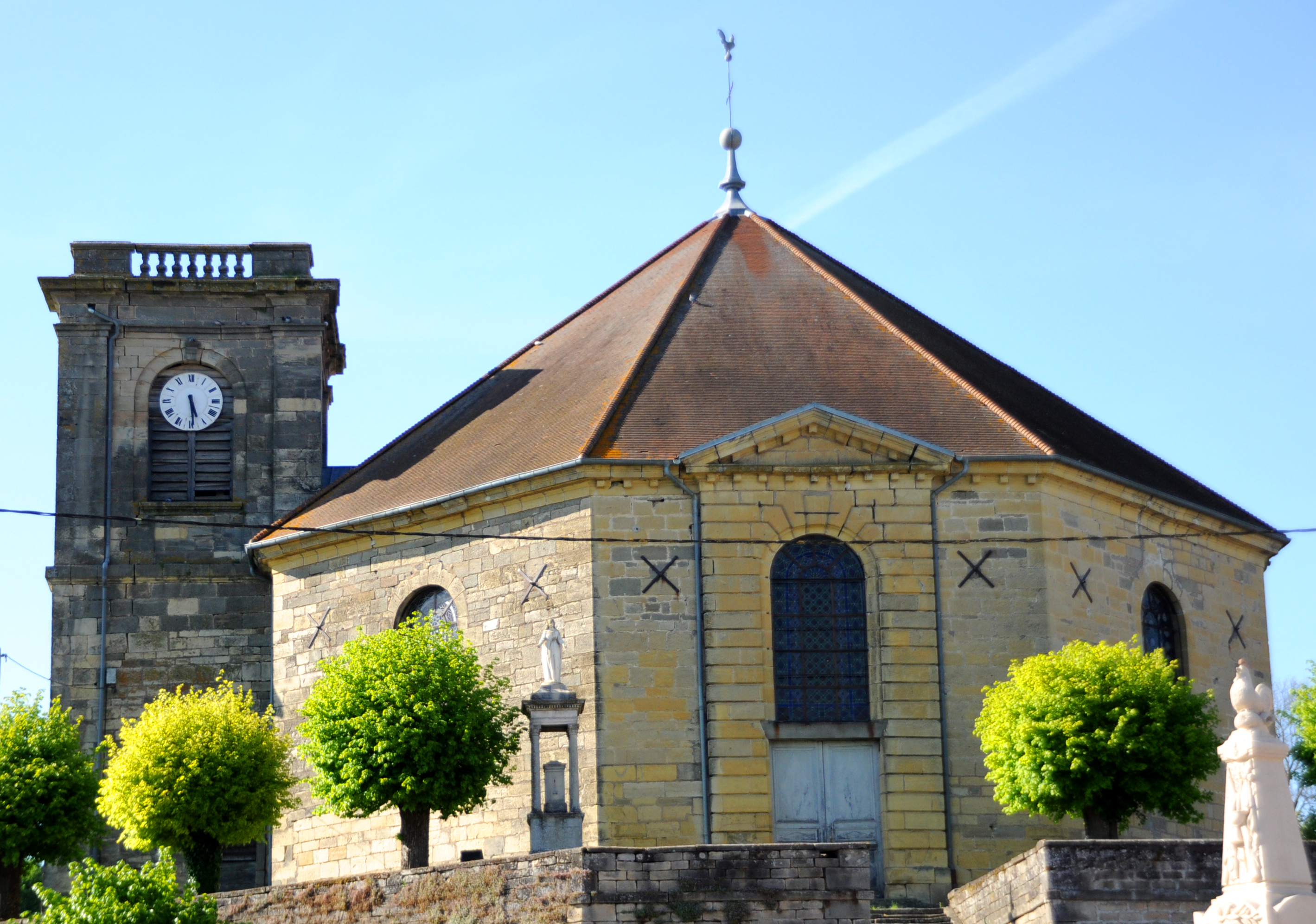
Kirche Saint-Martin

Die Kirche Saint-Martin wurde im 18. Jahrhundert auf oktogonalem Grundriss in Anlehnung an die Grabeskirche in Jerusalem erbaut und ist als Monument historique klassiert. Zu den weiteren Sehenswürdigkeiten zählen die Grande Fontaine (Brunnen) und verschiedene Häuser aus dem 18. Jahrhundert, die den traditionellen Stil der Haute-Saône zeigen.

## Einwohnerentwicklung
| Jahr                       | 1962 | 1968 | 1975 | 1982 | 1990 | 1999 | 2006 |
| Einwohner                  | 386  | 310  | 291  | 272  | 254  | 252  | 228  |
| Quellen: Cassini und INSEE |      |      |      |      |      |      |      |

Mit 233 Einwohnern (1. Januar 2022) gehört Blondefontaine zu den kleinen Gemeinden des Département Haute-Saône. Während des gesamten 20. Jahrhunderts nahm die Einwohnerzahl markant ab (1881 wurden noch 903 Personen gezählt).

## Wirtschaft und Infrastruktur
Blondefontaine war bis weit ins 20. Jahrhundert hinein ein vorwiegend durch die Landwirtschaft (Ackerbau, Weinbau und Viehzucht) und die Forstwirtschaft geprägtes Dorf. Heute gibt es einige Betriebe des lokalen Kleingewerbes, vor allem in den Branchen Holzverarbeitung und Feinmechanik. In den letzten Jahrzehnten hat sich das Dorf zu einer Wohngemeinde gewandelt. Viele Erwerbstätige sind deshalb Wegpendler, die in den größeren Ortschaften der Umgebung ihrer Arbeit nachgehen.
Der Ort liegt abseits der größeren Durchgangsachsen an einer Departementsstraße, die von Jussey nach Fresnes-sur-Apance führt. Weitere Straßenverbindungen bestehen mit Barges, Melay, Enfonvelle und Villars-le-Pautel.